# Хабаров Бруно Сергійович
Бруно Сергійович Хабаров (латис. Bruno Habārovs, нар. 30 квітня 1939, Рига, Латвійська РСР, СРСР — 29 вересня 1994, Рига, Латвія) — радянський фехтувальник на шпагах, дворазовий бронзовий призер Олімпійських ігор 1960 року, дворазовий чемпіон світу.

## Виступи на Олімпіадах
| Олімпіада  | Дисципліна          | Місце     |
| ---------- | ------------------- | --------- |
| Рим 1960   | індивідуальна шпага | 3         |
| Рим 1960   | командна шпага      | 3         |
| Токіо 1964 | індивідуальна шпага | 5 p4 r2/4 |
| Токіо 1964 | командна шпага      | 7         |